# Kevin Mulligan
Kevin Mulligan (* 23. Juni 1951 in Shifnal, Shropshire, England) ist ein englisch-irischer Philosoph. Seit 1986 ist er Professor für Philosophie an der Universität Genf und seit 2017 ist er Professor an der Università della Svizzera italiana. Er hat die Entwicklung der Philosophie in der Schweiz maßgeblich beeinflusst.

## Leben
Kevin Mulligan studierte in Cambridge und Tübingen. 1975 promovierte er in Manchester mit der Arbeit „Representation and Ontology in Austro-German Philosophy“. Seit 1986 ist er ordentlicher Professor an der Universität Genf. Er war Gastprofessor an zahlreichen Universitäten. Zu seinen Schülern zählen Eros Corazza, Jerôme Dokic, Christine Tappolet, Benjamin Schnieder und Fabrice Correia. Mulligan ist Mitbegründer der European Society for Analytical Philosophy (ESAP). Seit 2007 ist er Mitglied der Academia Europaea.
Seit 2016 ist er akademischer Direktor und Professor an der Università della Svizzera Italiana.

## Leistungen
Kevin Mulligan arbeitet auf den Gebieten der Erkenntnistheorie und der Ontologie. Besonders bekannt gemacht haben ihn seine Überlegungen zu Wahrmachern (Truthmaker). Mulligan gehört mit seinen Kollegen und Freunden Barry Smith und Peter Simons zu den angelsächsischen Philosophen, die sich um die Würdigung der österreichischen Wurzeln der analytischen Philosophie verdient gemacht haben.